# Manaurie
Manaurie foi uma comuna francesa na região administrativa da Nova Aquitânia, no departamento Dordonha. Estendia-se por uma área de 10,07 km². Em 2010 a comuna tinha 155 habitantes (densidade: 15,4 hab./km²).
Em 1 de janeiro de 2019, passou a formar parte da nova comuna de Les Eyzies.